# Georges Fenech

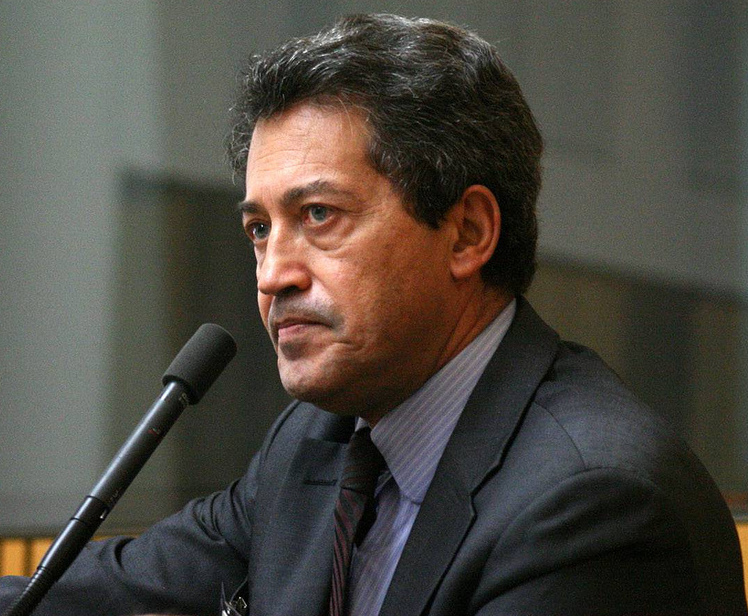
Georges Fenech

Georges Fenech (* 26. Oktober 1954 in Sousse, Tunesien) ist ein französischer Autor, Richter und Politiker der Les Républicains (UMP).

## Leben
Fenech studierte an der Universität Lyon und an der École nationale de la magistrature Rechtswissenschaften. Er war als Richter in Frankreich tätig. Einer der bekanntesten von Fenech untersuchten Rechtsfälle war die Untersuchung der Ermordung des französischen Richters François Renaud im Jahre 1975. Von 2002 bis 27. März 2008 und erneut seit 17. Juni 2012 ist Fenech Abgeordneter in der Nationalversammlung. Von März 2008 bis Januar 2013 war Fenech Mitglied im Stadtrat von Givors.

## Werke (Auswahl)
- Main basse sur la justice (1997), Jean-Claude Lattès (8,000 copies)
- La moralisation des Marchés publics (1998)
- Face aux sectes: politiques, justices, État (1999) PUF (2,000 copies)
- Tolérance Zéro. En finir avec la criminalité et les violences urbaines, Grasset(2001) (20,000 copies)
- L'insécurité, Éditions des Syrtes, 2002
- Un juge en colère. En finir avec le juge d'instruction, Éditions du Félin, 2005
- Presse-justice: liaisons dangereuses, L'Archipel, 2007
- La justice face aux dérives sectaires 2008;
- Criminels récidivistes: peut-on les laisser sortir ?, Éditions de l'Archipel, 2009
- Apocalypse: menaces imminentes ? Calmann-Lévy, août 2012
- Propagande noire, Editions Kero, janvier 2013, co-écrit avec le romancier Alexandre Malafaye
- Lettre ouverte à Christiane Taubira, First Document, mars 2014